# Cosberella navicularis
Cosberella navicularis är en urinsektsart som först beskrevs av Schött 1893.  Cosberella navicularis ingår i släktet Cosberella och familjen Hypogastruridae. Inga underarter finns listade i Catalogue of Life.